# Muro di Coj

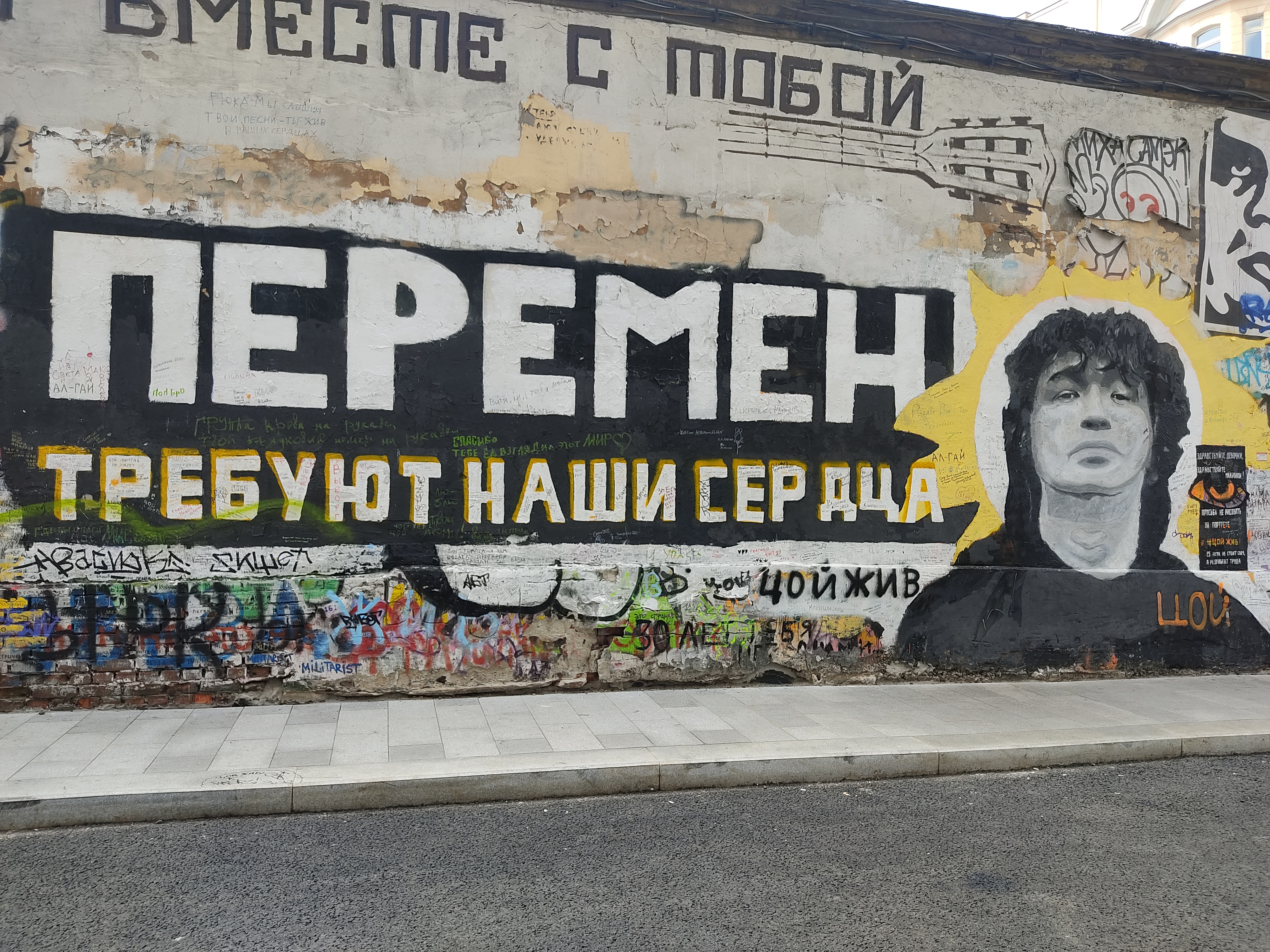
Il muro nel 2022, con la citazione Peremen trebujut naši serdca ("I nostri cuori chiedono un cambiamento") dalla canzone Choču peremen!

Il Muro di Coj (in russo Стена Цоя?, Stena Cojа) è una parete di Mosca ricoperta di graffiti dedicati al musicista sovietico Viktor Coj e al suo gruppo Kino. Il muro è situato alla casa numero 37, nell'intersezione tra via Arbat e la Krivoarbatskij pereulok, e viene considerato uno dei simboli di Mosca. È una consuetudine dei fan di Coj quella di lasciare una sigaretta spezzata accesa in uno speciale posacenere vicino al muro.
Frequentemente visitata dai fan, il muro è diventato un luogo per lasciare una nota per un amico o per organizzare un incontro. Esistono muri simili anche in altre città come San Pietroburgo, Chabarovsk, Dnipro e Sebastopoli.

## Storia
Il primo graffito fu realizzato il 15 agosto 1990 nel giorno della morte del cantautore ed era la scritta Segodnja pogib Viktor Coj (in russo Сегодня погиб Виктор Цой?, "Oggi è morto Viktor Coj"), realizzata usando una tinta nera.  Successivamente, qualcuno scrisse come risposta Coj živ! (in russo Цой жив!?, "Coj vive!"). Dopo vennero aggiunte altre scritte, tra cui citazioni tratte dai brani dei Kino Pačka sigaret e Muravejnik. Nel 2006 il muro venne ridipinto da alcuni membri dell'Art Destroy Project, ma il graffito venne restaurato dai fan. Nel 2009 le autorità di Mosca annunciarono dei piani per il restauro del muro che tuttavia non vennero mai attuati.
Fu proposta la realizzazione di un monumento dedicato a Coj, che lo avrebbe raffigurato a piedi nudi e seduto su una motocicletta, da collocare vicino al muro ma l'idea venne rifiutata dai residenti e dai fan.

## Galleria d'immagini

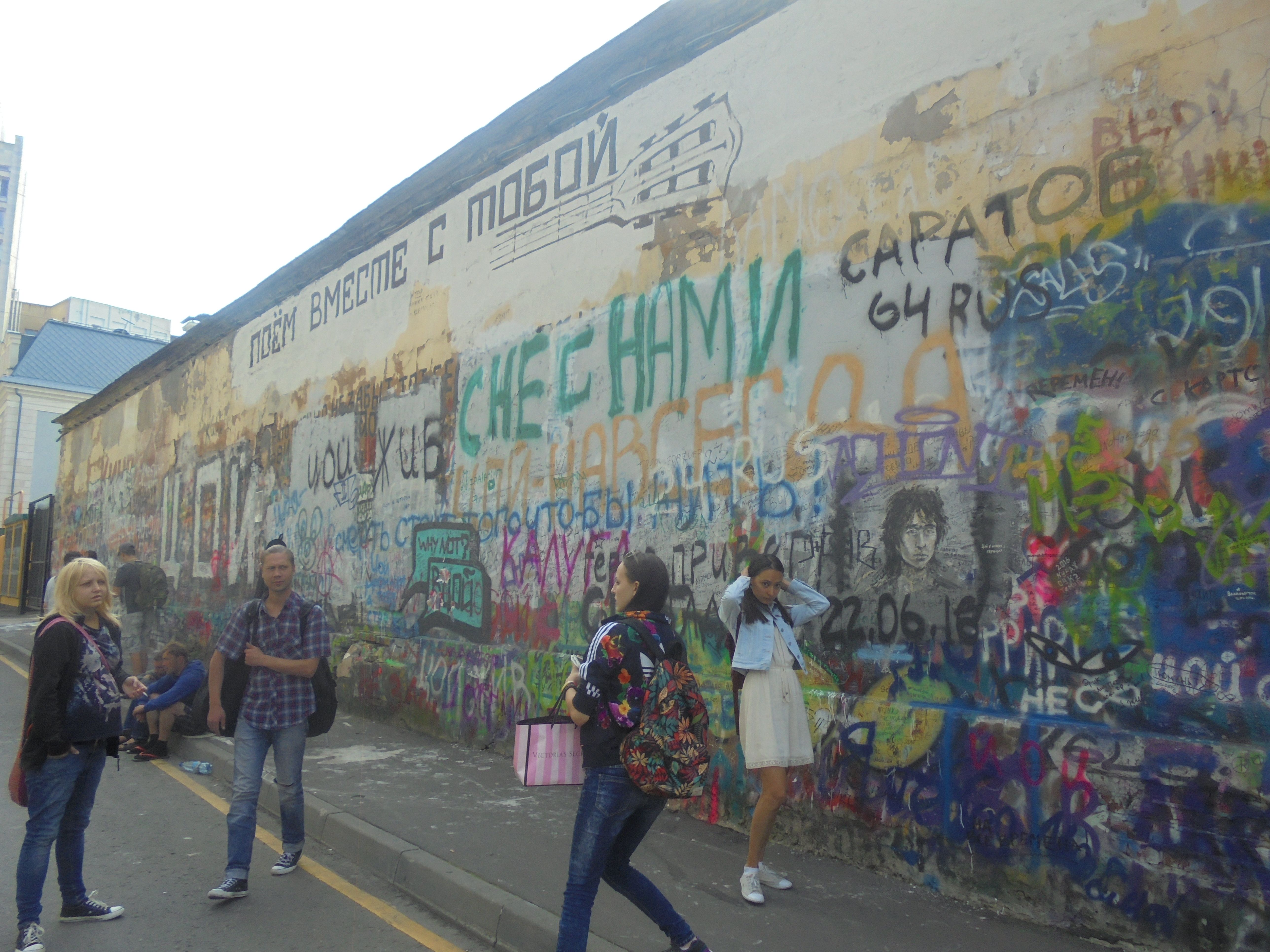
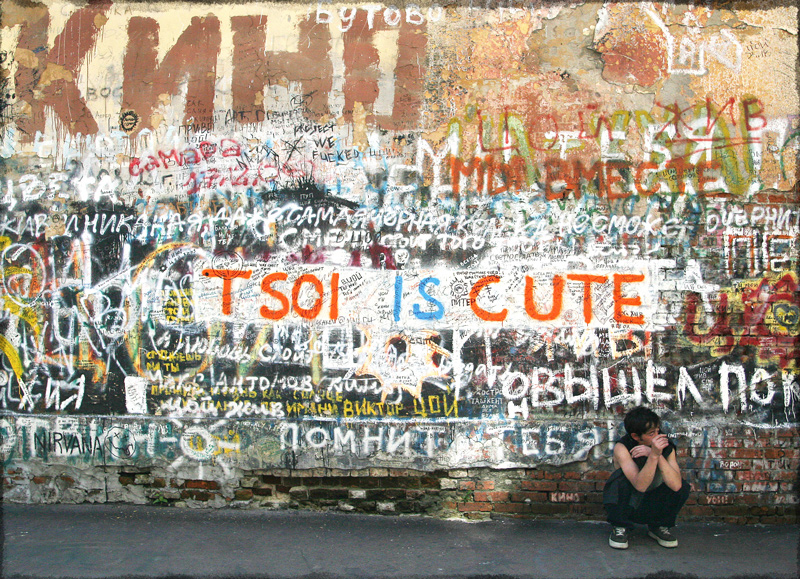
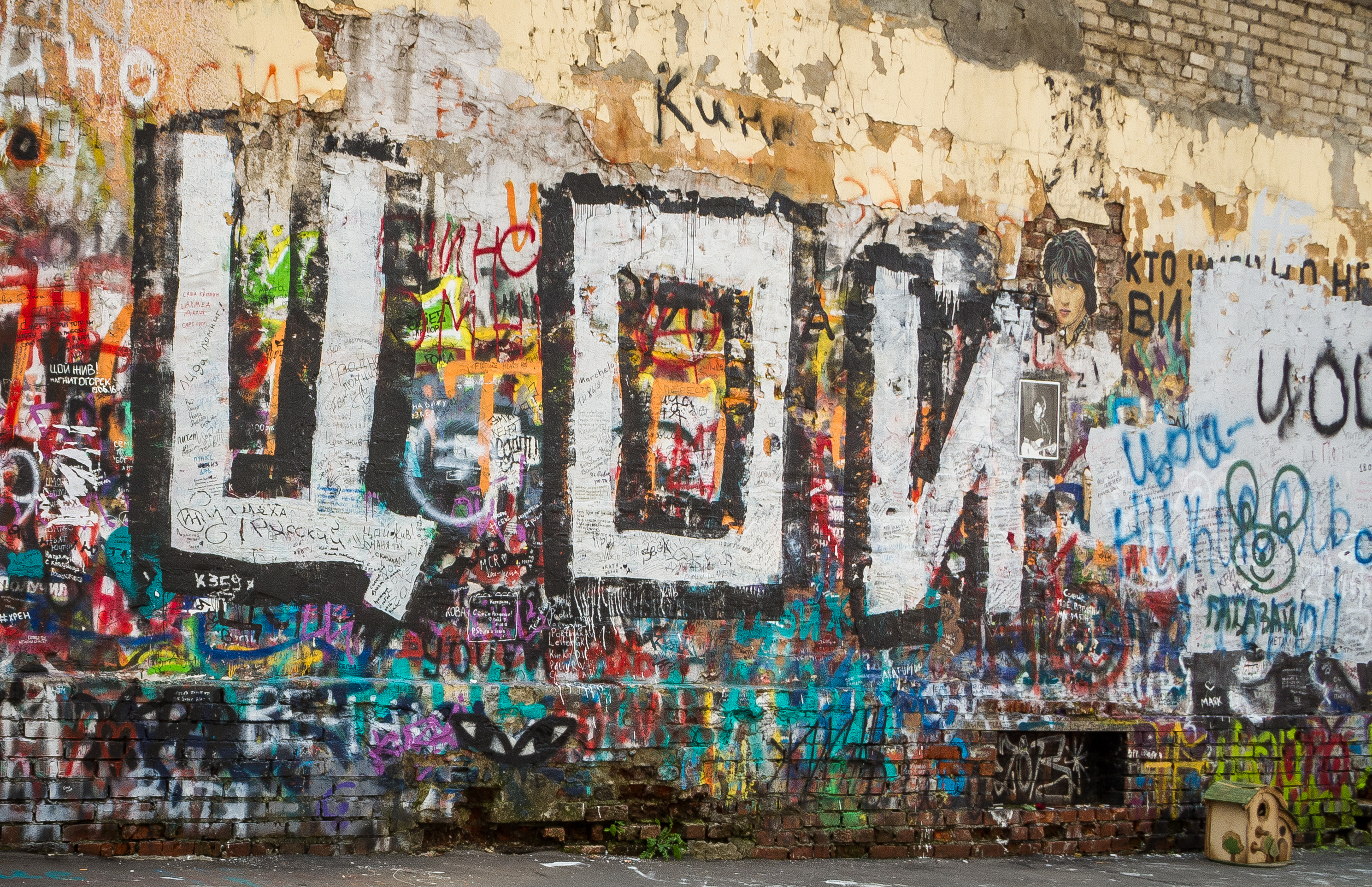